# Cœur-de-Causse
Cœur-de-Causse é uma comuna francesa na região administrativa da Occitânia, no departamento de Lot. Estende-se por uma área de 70.76 km², e possui 936 habitantes, segundo o censo de 2018, com uma densidade de 13 hab/km².
Foi criada, em 1 de janeiro de 2016, a partir da fusão das antigas comunas de Labastide-Murat, Beaumat, Fontanes-du-Causse, Saint-Sauveur-la-Vallée e Vaillac.